# Buddy Shuman
Lewis Grier "Buddy" Shuman, född 8 september 1915 Charlotte i North Carolina , död där 13 november 1955, var en amerikansk stockcar-förare som tävlade i Nascar Grand National Series (Nuvarande Nascar Cup Series). Han deltog i sammanlagt 29 lopp 1951-1955.
Buddy Shuman hade så som många andra nascar-förare på den tiden ett förflutet som "Moonshine runner", det vill säga smugglare av hembränt i trimmade bilar. Han skottskadades i nacken av en polis efter en biljakt men överlevde mirakulöst nog. Shuman som vid tillfället inte hade någon smuggelsprit i lasten saknade dock körkort. Till följd av det fick han tillbringa en tid i fängelse.
Shuman tävlade i American Automobile Association Eastern Division Sprint Cars 1946-1947 och i Nascar National Modified 1948-1949. Han vann Modified-serien 1948.
År 1951 tog Shuman, 35 år gammal klivet upp till Nascar Grand National Series, Nascars högsta serie. Han debuterade på Air Base Speedway 25 augusti i en 1951 års Ford, vann sitt första och enda lopp lopp året därpå på Stamford park i Ontario, Kanada 1 juli 1952 i en Hudson Hornet. Han avslutade sin karriär 5 augusti 1955 på Charlotte Speedway. År 1956 var det tänkt att Shuman som anställd hos Ford Motor Company skulle hjälpa dom att utveckla snabbare bilar.
Buddy Shuman dog i en hotellbrand 13 november 1955, troligtvis orsakad av sängrökning. Han är gravsatt på Forest Lawn West Cemetery i Charlotte. Buddy Shuman 250 och Buddy Shuman 276 är ett lopp som kördes på Hickory Motor Speedway i Hickory i North Carolina 1956-1971 till Buddy Shumans ära. Även ett pris, Buddy Shuman Award delas sedan 1957 årligen ut till olika Nascar-profiler.